# 4 (포리너의 음반)
| 전문가 평가 | 전문가 평가 |
| 평가 점수   | 평가 점수   |
| 출처        | 점수        |
| ----------- | ----------- |
| AllMusic    | [ 1 ]       |
| Q           | [ 2 ]       |

《4》는 《Foreigner 4》로도 알려진 1981년 7월 2일, 애틀랜틱 레코드에서 발매된 영국과 미국의 록 밴드 포리너의 네 번째 스튜디오 음반이다. 음반의 몇몇 싱글들은 〈Urgent〉, 〈Waiting for a Girl Like You〉 그리고 〈Juke Box Hero〉를 포함하여 히트했다.
이 음반은 빌보드 200 차트에서 총 10주 동안 1위를 차지하며 전 세계적으로 성공을 거두었다. 그것은 결국 미국에서만 6백만 장 이상 팔렸다.

## 배경
이 음반의 제목은 원래 《Silent Partners》였고 나중에 《4》로 바뀌었는데, 이는 이 음반이 포리너의 네 번째 음반라는 사실과 현재 네 명의 멤버로 줄었다는 사실을 반영했다. 1981년, 아트 스튜디오 힙노시스는 원래 제목을 바탕으로 커버를 디자인하도록 요청받았고, 그들은 머리 위에 쌍안경을 매달고 침대에 누워 있는 젊은이의 흑백 이미지를 개발했다. 결과적으로 만들어진 디자인은 밴드에 의해 거부당했다. 왜냐하면 그들은 그것이 "너무 동성애적"이라고 느꼈기 때문이다. 《4》의 대체 커버는 밥 데프린이 디자인했고 구식 영화 리더를 모델로 했다. 힙노시스는 여전히 레코드 라벨을 디자인한 것으로 인정받고 있다.
이 음반은 《Head Games》에서 시작된 하드 록에서 좀 더 주류인 팝 의상으로의 전환의 완료를 알렸다. 이언 맥도널드와 알 그린우드 둘 다 《4》 녹음 전에 떠났다. 그 결과 음반의 모든 곡들은 믹 존스나 루 그램의 작곡이다. 맥도널드와 그린우드는 각각 색소폰과 키보드를 연주했고, 그래서 그들의 공헌을 대신할 몇 명의 세션 뮤지션이 필요했는데, 그들 중 〈Urgent〉의 브릿지에서 색소폰 솔로를 연주한 주니어 워커와 나중에 성공적인 솔로 경력을 가진 젊은 토마스 돌비가 있었다.

## 곡 목록
모든 곡들은 특별한 언급이 없는 한 믹 존스에 의해 작사/작곡하였다.
| #   | 제목                            | 작사·작곡     | 재생 시간 |
| --- | ------------------------------- | ------------- | --------- |
| 1.  | 〈Night Life〉                  | 루 그램, 존스 | 3:48      |
| 2.  | 〈Juke Box Hero〉               | 존스, 그램    | 4:18      |
| 3.  | 〈Break It Up〉                 |               | 4:11      |
| 4.  | 〈Waiting for a Girl Like You〉 | 존스, 그램    | 4:49      |
| 5.  | 〈Luanne〉                      | 존스, 그램    | 3:25      |
| 6.  | 〈Urgent〉                      |               | 4:29      |
| 7.  | 〈I'm Gonna Win〉               |               | 4:51      |
| 8.  | 〈Woman in Black〉              |               | 4:42      |
| 9.  | 〈Girl on the Moon〉            | 존스, 그램    | 3:49      |
| 10. | 〈Don't Let Go〉                | 존스, 그램    | 3:58      |

## 인증
| 국가                       | 인증        | 판매량/출하량 |
| -------------------------- | ----------- | ------------- |
| 오스트레일리아 (ARIA)      | 플래티넘    | 50,000^       |
| 독일 (BVMI)                | 플래티넘    | 500,000^      |
| 영국 (BPI)                 | 골드        | 100,000^      |
| 미국 (RIAA)                | 6× 플래티넘 | 6,000,000^    |
| ^출하량을 기반으로 한 인증 |             |               |